# Pachyphytum rzedowskii
Pachyphytum rzedowskii är en fetbladsväxtart som beskrevs av I.García, Perez-calix, J.Meyrán. Pachyphytum rzedowskii ingår i släktet Pachyphytum och familjen fetbladsväxter. Inga underarter finns listade i Catalogue of Life.